# Beverly Aadland
Beverly Elaine Aadland (16 de septiembre de 1942 - 5 de enero de 2010) fue una actriz estadounidense de la década de 1950.
Cuando el popular actor Errol Flynn sufrió un ataque al corazón el 14 de octubre de 1959 en Vancouver, Columbia Británica, del que falleció, Aaland, que entonces tenía diecisiete años, se encontraba junto a él. La madre de Beverly manifestó en el libro The Big Love, en 1961, que Flynn mantenía una relación sexual con su hija que empezó cuando ella tenía quince años. Luego fue hecho en una obra interpretada por Tracey Ullman. Beverly relató su relación con Flynn en la revista People en 1988.
Aadland murió el 5 de enero de 2010 a los 67 años, en el Hospital Lancaster Community. La causa de su muerte fueron complicaciones de diabetes e insuficiencia cardíaca congestiva.

## Filmografía
| Año  | Título                | Personaje                               | Notas                         |
| ---- | --------------------- | --------------------------------------- | ----------------------------- |
| 1951 | Muerte de un viajante | Chica                                   | No acreditada                 |
| 1958 | South Pacific         | Enfermera en programa de Día de Gracias |                               |
| 1959 | Cuban Rebel Girls     |                                         | Acreditada como Beverly Woods |
| 1959 | The Red Skelton Show  | Chica beatnik                           |                               |